# Ардус
«Ардус» (узб. «Ardus» futzal (mini-futbol) klubi) — узбекистанский мини-футбольный клуб из Ташкента. Является одним из сильнейших клубов Узбекистана. Шестикратный чемпион Узбекистана и пятикратный обладатель Кубка Узбекистана.

## История
Команда образована в 1998 году сотрудниками СП «Ардус» и первое время выступала в любительских и корпоративных соревнованиях. В 2003 году «Ардус» выиграл городское первенство Ташкента и был допущен к участию в Кубке Узбекистана, в котором добрался до полуфинала. Этот успех побудил руководство команды в 2004 году создать профессиональный клуб для участия в чемпионате страны.
В дебютном для себя сезоне среди профессионалов «Ардус» сразу стал чемпионом Узбекистана и финалистом Кубка республики. В дальнейшем клуб выдвинулся на роль ведущей команды страны, став шестикратным чемпионом и четыре раза владея Кубком.
Успехи на внутренней арене позволили «Ардусу» представлять Узбекистан на международном уровне и участвовать в Чемпионате Азии среди клубов. Первый такой турнир, имевший неофициальный статус, состоялся в 2006 году в Иране. «Ардус» занял второе место, уступив в финальном матче хозяевам площадки. В 2012 году, когда клубное первенство Азии проводилось уже официально, «Ардус» снова дошёл до финала, где уступил иранскому клубу «Гити Пасанд».

## Достижения
- Чемпионат Узбекистана:

 Чемпион: 2004/05, 2005/06, 2006/07, 2009/10, 2010/11, 2011/12
 Вице-чемпион: 2008/09, 2012/13
 Бронзовый призёр: 2007/08
- Кубок Узбекистана:

 Обладатель: 2005/06, 2006/07, 2008/09, 2009/10
 Финалист: 2004/05, 2007/08, 2012/13
- Кубок Ассоциации футзала Узбекистана:

 Обладатель: 2010, 2014
 Финалист: 2012, 2013
- Клубный чемпионат Азии:

 Финалист: 2006, 2012

## Состав
| №  |                  | Поз. | Имя               | Год рождения |
| -- | ---------------- | ---- | ----------------- | ------------ |
| 1  | Флаг Узбекистана | Вр   | Равшан Элибоев    |              |
| 12 | Флаг Узбекистана | Вр   | Николай Кравченко | 1980         |
| 3  | Флаг Узбекистана | Защ  | Нодир Элибоев     | 1988         |
| 4  | Флаг Узбекистана | Защ  | Элдор Хошимов     | 1993         |
| 5  | Флаг Узбекистана | Защ  | Илхом Хамроев     | 1997         |

| №  |                  | Поз. | Имя                 | Год рождения |
| -- | ---------------- | ---- | ------------------- | ------------ |
| 7  | Флаг Узбекистана | Нап  | Даврон Абдурахмонов | 1992         |
| 8  | Флаг Узбекистана | Нап  | Алан Аминов         | 1994         |
| 9  | Флаг Узбекистана | Нап  | Дилшод Рахматов     | 1989         |
| 10 | Флаг Узбекистана | Нап  | Даврон Чориев       | 1993         |
| 11 | Флаг Узбекистана | Нап  | Артур Юнусов        | 1987         |

## Известные игроки
- Азамат Абдураимов
- Бахадыр Ахмедов
- Рустам Умаров

## Известные тренеры
- Азамат Абдураимов
- Бахадыр Ахмедов